# ناحیه کوشتیه
ناحیه کوشتیه (به لاتین: Kushtia District) یک ناحیه در بنگلادش است که در استان کولنا واقع شده‌است.

## خصوصیات
ناحیه کوشتیه ۱٬۶۰۸٫۸۰ کیلومترمربع مساحت و ۱٬۹۴۶٬۸۳۸ نفر جمعیت دارد.